# مسجد جدید (قبله)
مسجد جدید (ترکی آذربایجانی: Yeni məscid) در شهرستان قبله جمهوری آذربایجان قرار گرفته‌است.

## تاریخچه
کارهای عملیاتی ساخت و ساز مسجد جدید قبله از ماه مه سال ۲۰۱۰ شروع و در اوایل سال ۲۰۱۳ تکمیل شد. مسجد با ابتکار و سفارش بنیاد خیریه حیدر علی‌اف ساخته شد.
مسجد دارای مساحتی ۷۱۵ متر مربع و مناره ای به ارتفاع ۲۵ متر می‌باشد. ۶۰۰ نفر شامل ۴۵۰ مرد و ۱۵۰ زن می‌توانند همزمان در مسجد عبادت کنند. آیه‌هایی از قرآن روی دیوارها و ستون‌های مسجد حکاکی شده‌است. افزون بر این، دیوارها و ستون‌ها با بهره‌مندی از هنر نقاشی آذربایجانی و عناصر تزییناتی شرقی با نمادهای مذهبی زینت داده شده‌است.
مسجد دربردارندهٔ اتاق‌ها برای آخوند‌ها، کتابخانه، کلاس‌ها، تالار مراسمی، طهارتگاه‌های زنانه و مردانه و سایر بناها ست. در حیاط مسجد علف مصنوعی و درختان تزییناتی کاشته، سیستم‌های نورپردازی مدرن نصب و دو تا فواره بنا شده‌است. ۲۸ فوریه سال ۲۰۱۸ مراسم افتتاحیهٔ مسجد با حضور الهام علی‌اف رئیس‌جمهوری آذربایجان برگزار گردید.